# (16690) Fabritius
(16690) Fabritius est un astéroïde de la ceinture principale.

## Description
(16690) Fabritius est un astéroïde de la ceinture principale. Il fut découvert le 28 octobre 1994 à l'Observatoire de Kitt Peak par le projet Spacewatch. Il présente une orbite caractérisée par un demi-grand axe de 2,20 UA, une excentricité de 0,15 et une inclinaison de 2,3° par rapport à l'écliptique.
Il est nommé d'après le peintre néerlandais Carel Fabritius (1622-1654).

## Compléments